# Tweede Kamerverkiezingen 2012/Kandidatenlijst/Piratenpartij

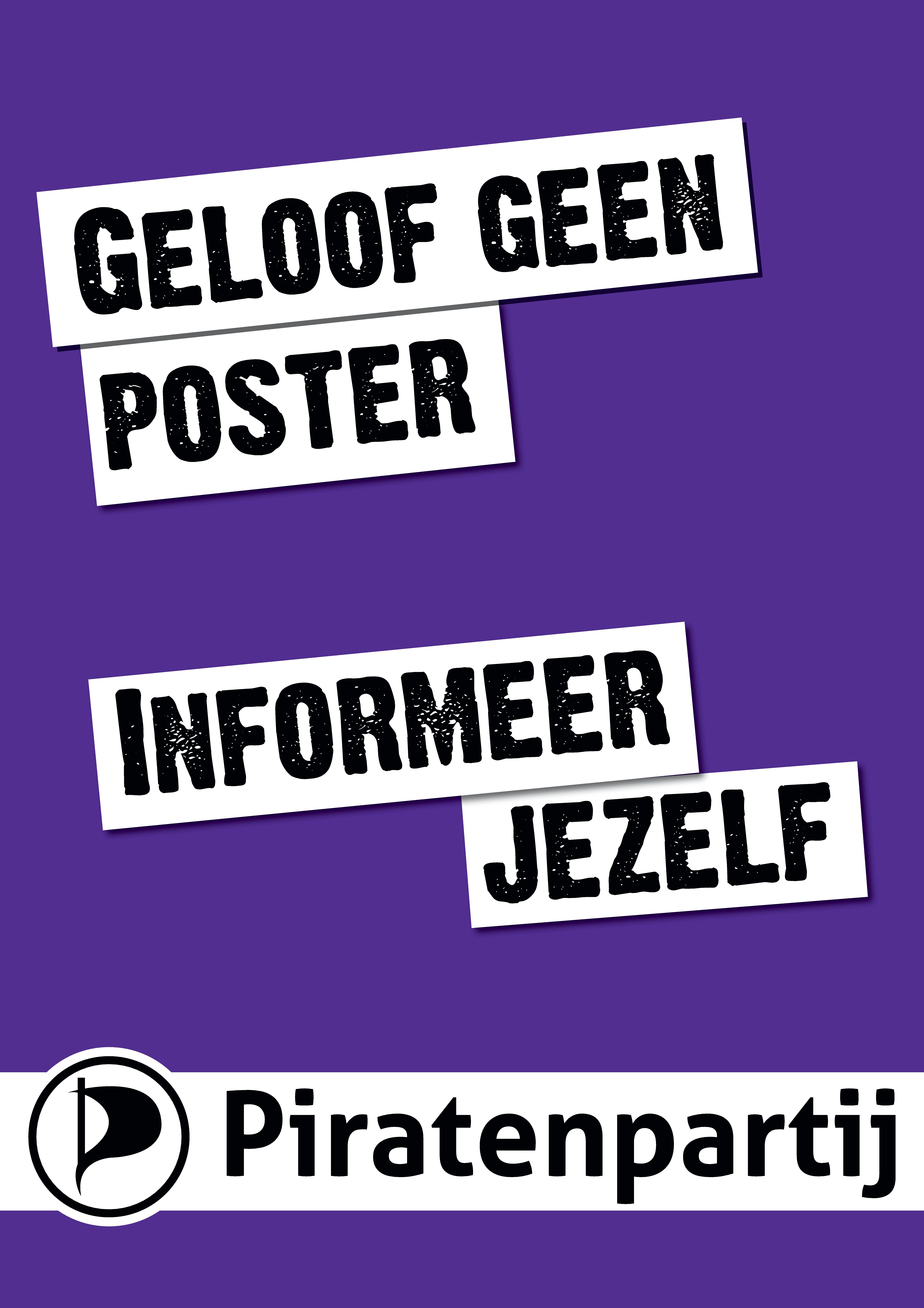
Campagneposter

Op donderdag 12 juli 2012 werd de kandidatenlijst van de Piratenpartij voor de Tweede Kamerverkiezingen 2012 bekendgemaakt. Opvallend hierbij is dat de lijsttrekker bij de vorige verkiezingen nu onderaan de lijst terecht is gekomen als lijstduwer. Ze hebben 30.600 stemmen gekregen en hebben daarmee geen zetel in de kamer bemachtigd.

## De lijst
1. Dirk Poot - 23.581
2. Danny Palic - 788
3. Rodger van Doorn - 474
4. Patriek Lesparre - 334
5. Catharina Bethlehem - 2.138
6. David van Deijk - 664
7. Roberto Moretti - 404
8. Jan Hopmans - 372
9. Dylan Hallegraef - 375
10. Mark Jansen - 586
11. Samir Allioui - 884

2010 · 2012 ·
2017 · 2021 · 2023
VVD · PvdA · PVV · CDA · SP · D66 · GroenLinks · ChristenUnie · SGP · Partij voor de Dieren · Piratenpartij · MenS · Nederland Lokaal · Libertarische Partij · DPK · 50PLUS · LibDem · Anti Europa Partij · SOPN · PvdT · Politieke Partij NXD